# Platylabops hinzi
Platylabops hinzi là một loài tò vò trong họ Ichneumonidae.